# Novi Varoš
Novi Varoš je naselje u općini Stara Gradiška u Brodsko-posavskoj županiji.

## Zemljopis
Novi Varoš se nalazi sjeverno od Stare Gradiške na cesti prema Okučanima. 

## Stanovništvo
Prema popisu stanovništva iz 2001. godine Novi Varoš je imao 187 stanovnika od toga 181 Hrvata, dok je prema popisu stanovništva iz 2011. godine imao 204 stanovnika
| broj stanovnika | 248   | 316   | 325   | 398   | 401   | 509   | 525   | 466   | 410   | 512   | 455   | 381   | 353   | 318   | 181   | 204   | 113   |
|                 | 1857. | 1869. | 1880. | 1890. | 1900. | 1910. | 1921. | 1931. | 1948. | 1953. | 1961. | 1971. | 1981. | 1991. | 2001. | 2011. | 2021. |